# میدان گازی سرخون

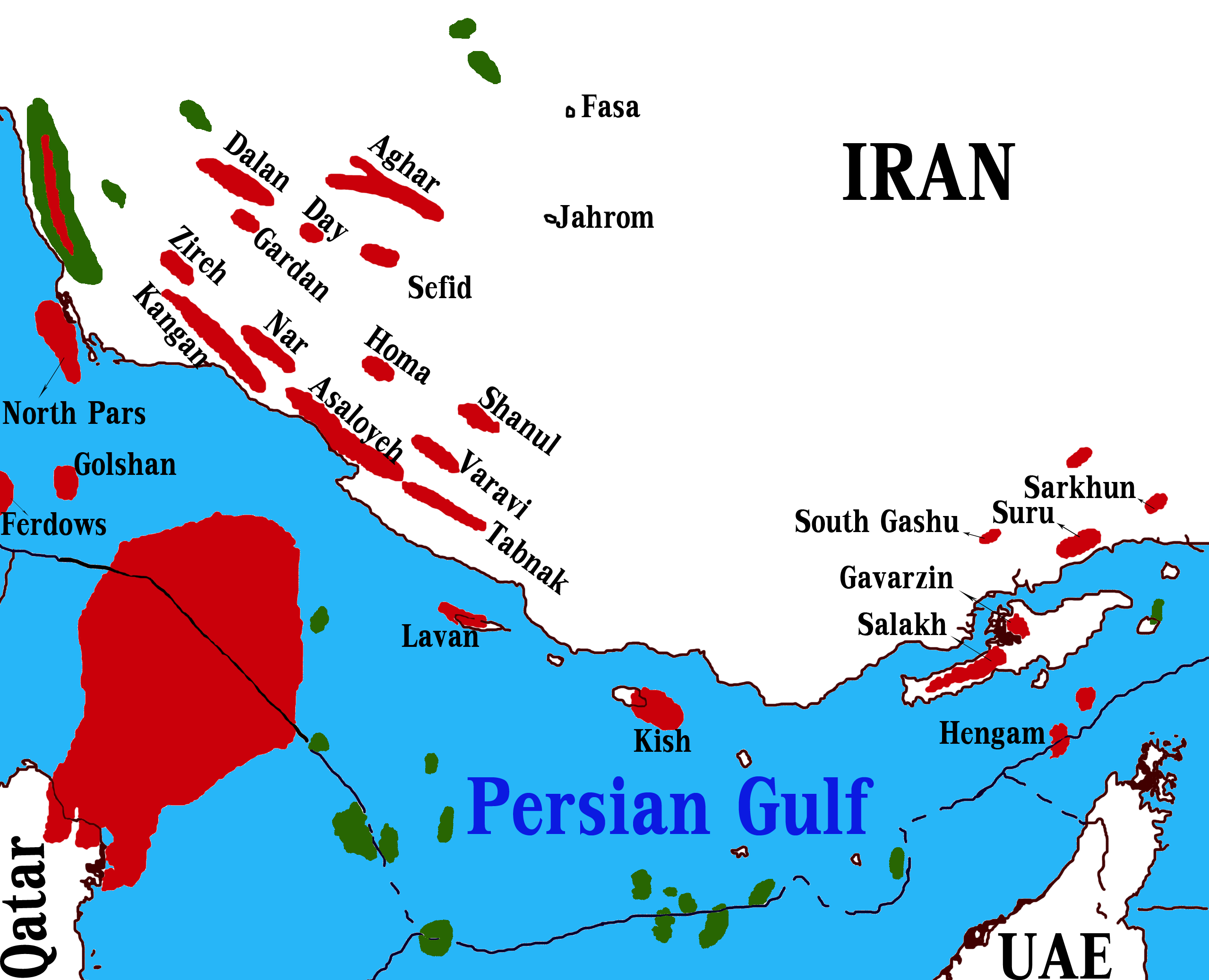
میدان‌های گازی ایران

میدان گازی سرخون، در جنوب شرقی کشور ایران ، در استان هرمزگان و در ۲۰ کیلومتری شمال شرقی بندرعباس واقع شده‌است، که با حفر اولین حلقه چاه در سال ۱۳۵۱ وجود گاز در آن به اثبات رسید.
این میدان به‌طور متوسط دارای ۲۷/۷۵ کیلومتر طول و ۷/۵ کیلومتر عرض می‌باشد.
میدان سرخون دارای دو مخزن به نام‌های گوری-بازده و جهرم-رازک می‌باشد و تاکنون ۱۷ حلقه چاه در آن حفاری شده‌است، که از ۱۶ حلقه آن بهره‌برداری صورت می‌پذیرد.
تولید از میدان سرخون از اواخر سال ۱۳۶۵ آغاز شده و گاز تولیدی چاه‌ها جهت فرآورش به پالایشگاه گاز سرخون، جهت مصرف شهری، صنعتی و نیروگاه‌های گازی، در استان‌های جنوب شرقی کشور ارسال می‌گردد.
توان تولید روزانه گاز این میدان، برابر با ۲/۱۵ میلیون متر مکعب و تولید میعانات گازی آن، ۱۱۴۹۰ بشکه‌است.
در سال ۱۳۸۴ با حفر اولین حلقه چاه، مخزن رازک در مدار تولید قرار گرفت و برنامه توسعه آن با حفر چاه‌های جدید اجرایی شده و به بهره‌برداری رسید....
با توجه به فاکتورهای پتروفیزیکی از قبیل تفاوت‌های ایجاد شده در نمودارهای لاگ (از نظر میزان شیل و تخلخل) و تغییرات رخساره‌ای و بافتی بدست آمده از مطالعه مقاطع نازک می‌توان سازند جهرم در این میدان به ۶ زون لیتولوژیکی تقسیم نمود.
حفر سه حلقه چاه در مخزن رازک و یک حلقه چاه، در مخزن جهرم نیز در برنامه توسعه این مخزن گازی قرار گرفت، که تاکنون حفاری سه حلقه چاه آن به پایان رسیده و در مرحله بهره‌برداری می‌باشند...
پس از حفاری چاه سرخون ۱۴ و مطالعه نمودارهای اخذ شده در این چاه، ۴۴ متر از این سازند مشبک کاری و مورد آزمایش‌های بهره دهی قرار گرفت، که بر اساس این آزمایش‌ها، چاه سرخون ۱۴، توان تولید روزانه حدود یک میلیون متر مکعب گاز، از سازند رازک را داراست.
با توجه به اینکه میزان گاز درجای سازند رازک حدود ۱/۱ برابر گاز درجای سازندهای گوری-بازده و ۴۰ درصد کل گاز درجای میدان سرخون، برآورد شده‌است، پیش‌بینی می‌شود در سال‌های آینده با حفر چاه‌های جدید و مشبک کاری چاه‌های موجود، تولید از سازند رازک به نحو چشم‌گیری افزایش یافته و تغییر عظیمی در تولید میدان سرخون ایجاد کند.